# Dinastia Jimenez
Casa de Jimenez a fost o casă de conducători din Peninsula Iberică, care au guvernat din secolul al X-lea până în secolul al XIII-lea.
Primul membru cunoscut al familiei, García Jiménez de Pamplona, este declarat de Roda Codex ca fiind regele unei alte părți a regatului al Pamplonei, probabil a unei părți din Navara, dincolo de zonele de control direct a regilor Iniguez.
În 905, Sancho Garces, fiul mai mic al fondatorului dinastiei, s-a folosit de asistența externă pentru a-l detrona pe domnitorul Iniguez, Fortun Garces și să consolideze monarhia în mâinile dinastiei sale. Bazat pe acest lucru, pentru mai multe generații ulterioare, familia avea să se numească Banu Sanyo, în sursele musulmanilor iberici. 

## Regi ai Navarei

### Sancho I de Pamplona

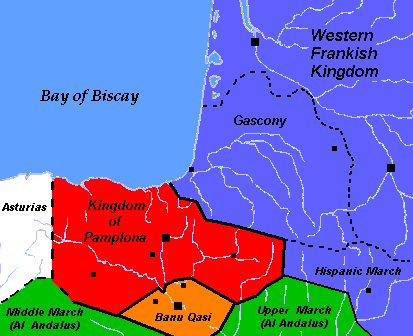
Regatul Pamplonei la moartea lui Sancho I

În 905, o coaliție de dușmani ai regelui, Fortun Garcés , constând din Lubb ibn Muhammed de Qasi Banu, Alfonso al III-lea al Austriei, Galindo Aznar al II-lea de Aragon și unchiul lui Sancho , Raymond I de Pallars și Ribagorza, l-au demis pe Fortun și l-au pus pe Sancho în locul lui. De-a lungul domniei sale, el s-a implicat în certurile dintre nobilii musulmani din sud cu succese repetate. În 907, el s-a întors la fostul său aliat, Lubb ibn Muhammad, pe care l-a ucis în luptă. Patru ani mai târziu, un alt fost aliat, Galindo Aznar, s-a alăturat cumnatului său, Muhammad al- Tawil și Abd Allah ibn Lubb ibn Qasi pentru a-l ataca pe Sancho, dar ei au fost învinși și neutralizați ca o amenințare. Al-Tawil a fugit și a fost ucis la scurt timp după aceea iar puterea lui Qasi Banu a fost grav afectată, în timp ce Galindo a fost forțat să devină vasalul lui Sancho, ducând la încorporarea Aragonului în împărăția din Pamplona. În 920, el a făcut echipă cu Bernard I de Ribagorza și Amrus ibn Muhammed, fiul lui Muhammad al-Tawil, pentru a-l ataca pe Banu Qasi. Succesele sale i-au permis să alăture Ultra-Puertos sau Basse-Navarra la proprietățile sale și să-și extindă teritoriul până în Nájera.
Probabil pentru a legitima succesiunea, Sancho s-a căsătorit cu Toda Aznárez, fiica lui Onneca Fortúnez. Astfel, copiii lui Sancho și Todei au fost descendenții dinastiei Arista a monarhilor Navarezi. Când Sancho a murit în 925, singurul lui fiu era încă destul de tânăr. Astfel, Sancho a fost urmat de fratele său, Jimeno Garcés, care după moartea sa, fiul lui Sancho, Garcia, avea să guverneze sub regența mamei sale. 

### Jimeno Garces de Pamplona
El a domnit de la 925 până la moartea sa în 931. În timp ce, uneori, se spune ca el a fost regentul nepotului său Garcia, într-un document contemporan apare numele său ca rege și nu ca nepot al său. Abia în ultimul an al domniei sale, Garcia apare cu titlu regal. 
În 927, el a condus o armată în sud pentru a-l spijini pe Abd-ar-Rahman al III-lea, Emir de Cordoba, nepotul soției lui Jimeno. Jimeno s-a căsătorit cu Sancha Aznárez, sora reginei Sancho,  Toda Aznárez și nepoata regelui Fortun Garcés.

### Garcia Sancez I de Pamplona
Cu sprijinul mamei sale energice și diplomată, Garcia, ca și tatăl său, s-a angajat într-o serie de conflicte cu maurii. În special în 937, când s-a aliat cu Ramiro al II-lea de Leon și Muhammad ibn Hashim, guvernator de Zaragoza, rezultând într-o campanie militară condsă de  Abd-ar-Rahman al III-lea, prin Calatayud și Zaragoza, în terenurile Garciei. 
Garcia s-a căsătorit cu prima sa verișoară,  Andregota Galíndez, fiica și co-moștenitoarea lui Galindo Aznárez al II-lea, Contele de Aragon,  având un fiu și moștenitor, Sancho. El a divorțat în 940, atunci când a ajuns la un accord prin care trebuia să se căsătorească cu fiica lui Sunyer, contele de Barcelona, dar transmiterea forțată a lui Sunyer la Abd-ar-Rahman a inclus abandonarea acestui plan. García s-a căsătorit apoi cu Teresa, fiica aliatul său, Ramiro al II-lea.
După moartea lui Ramiro al II-lea și a succesorului său, Ordono al III-lea de Leon, regatul Pamplonei a acordat sprijin descendentului regelui decedat, Sancho I de Leon, care era nepotul lui Garcia. Când cumnatul lui Garcia, Fernán González de Castilia a schimbat sprijinul și l-a instalat pe cumnatul său, Ordono al IV-lea de Leon în locul lui Sancho, relația lui Fernán cu García a devenit tensionată și moartea soției lui Fernán, sora lui Garcia, a dus la o rupere. García a intervenit direct în León, l-a capturat pe Fernán și l-a restaurat pe Sancho. Fernán a fost forțat să facă concesii teritoriale cu Garcia  pentru a obține eliberarea sa iar alianța lor nu a fost complet restaurată până în 954, când Fernán s-a recăsătorit, de data aceasta cu fiica lui García, Urraca.

### Sancho al II-lea de Pamplona
Sub domnia lui Sancho, regatul și-a consolidat o parte din câștigurile prodecesorului său, dar a suferit mai multe eșecuri militare importante în mâinile trupelor Umayyad. Navarra a fost legată cu Regatul León și Castilia prin legături familiale, iar tărâmurile au lucrat în mod concentrat, cu monarhia navareză care îl susținea pe regele Ramiro al III-lea de Leon.
La moartea califului de Cordoba, Al-Hakam II, în 976, succesiunea fiului său Hisham al II-lea, a fost predată lui Al-Mansur Ibn Abi Aamir, iar perspectivele regatelor creștine păreau diminuate.  Trupele lui Al-Mansur i-au învins pe creștini la Torrevicente, la sud de Soria. După aceea, musulmanii s-au întors și au triumfat la Taracueña, în apropiere Osma. În 975, Sancho a fost învins de către mauri la San Esteban de Gormaz și se crede că a fost capturat în bătălia de la Estercuel, în același an.
El s-a confruntat cu incursiunile suplimentare de la Almanzor în 989, 991 și 992, ultima rezultând la a doua supunere în Cordoba, iar anul următor, l-a trimis pe fiul său, Gonzalo, cu o ambasadă la Calif. În 994, anul morții sale, regatul a prins o altă incursiune armată a califatului.

### Garcia Sancez al II-lea de Pamplona
De-a lungul domniei sale, politica sa externă pare să fi fost strâns legată de cea de Castilia. Mama lui a fost o mătușă a contelui Sancho García de Castilia, și, de asemenea, a celui mai puternic conte de Saldaña, García Gómez de Carrión, și pare că ea a jucat un rol în formarea unui pod între împărăție și domeniile conților.
El s-a alăturat vărului lui Sancho în încercarea de a rupe depunerea făcută de tatăl său la Cordoba, iar ca rezultat, a trebuit să se confrunte cu Almazor. În 996, el a fost nevoit să caute pacea în Córdoba . În 997, în timpul unei expediții în Calatayud, García l-a ucis pe fratele guvernatorului. Almanzor și-a luat revanșa prin decapitare a 50 de creștini. În bătălia de la Cervera, în iulie 1000, el s-a alăturat, împreună cu contele García Gómez de Saldaña, într-o coaliție condusă de contele Sancho García de Castilia, care a fost învins de Almanzor. 
Pe plan intern, el a acordat guvernarea Aragonului fratelui său Gonzalo, sub tutela mamei sale Urraca. O tradiție raportează că el a eliberat toți prizonierii musulmani captivi în regatul său. El s-a căsătorit în august 981, cu Jimena, fiica lui Fernando Bermúdez, contele de Cea de Elvira Díaz.

### Sancho al III-lea al Navarei
În 1016, Sancho a fixat granița dintre Navara și Castilia, după ce a stabilit căsătoria fiicei lui Dancho Carcia al Castliei cu Muña Mayor Sánchez (Muniadona). În 1017, el a devenit protectorul Castiliei pentru tânărul Garcia Sancez. Cu toate acestea, relațiile dintre cele trei entități creștine din León, Castilia, și Navarra s-au înrăutățit după asasinarea contelui García în 1027. 
Sancho a stabilit relații cu Ducatul de Gasconia, probabil de natură suzeran-vasal, el fiind suzeranul. Ca urmare a relației sale cu mănăstirea Cluny, el a îmbunătățit drumul de la Gasconia la León. Acest drum avea să înceapă să aducă trafic mare până în Iberia în timp ce pelerinii se înghesuiau în Santiago de Compostela.
După succesiunea lui Bermudo al III-lea de Leon, Sanco a negociat căsătoria fiului său Ferdinand de Castilia cu Sancha, fosta logodnica a lui García Sánchez și sora lui Bermudo, împreună cu dotă care includea terenurile disputate ale Leonului. Sancho a fost imediat angajat într-un război pe scară largă cu León și a combinat armatele castiliene cu cele navareze care au invadat rapid o mare parte din împărăția lui Bermundo, ocupând Astorga. Până în martie 1033, el a fost rege de la Zamora la frontierele din Barcelona.
Înainte de moartea sa, în 1035, Sanco a împărțit averea între fiii lui. Cel mare, Garcia, a moștenit regatul inclusiv țara Bascilor, precum și suzeranitatea asupra regatelor fraților săi. Gonzalo guverna Sobrarbe și Ribagorza. Lui Ferdinand i s-a dat Castilia și Ramiro, cel mai tânăr fiul însă nelegitim, i s-a oferit Aragonul. 

### Garcia Sancez al III-lea al Navarei
El a fost fiul cel mare și moștenitorul lui Sanco al III-lea al Navarei, devenind stăpân peste doi dintre frații săi: Ramiro, căruia i s-au oferit terenurile care serveau ca bază pentru împărăția Aragonului și Gonzalo, care a primit Sobrarbe și Ribagorza. De asemenea, el a avut unele cerei de suveranitate asupra fratelui său, Ferdinand, care servea ca și Conte de Castilia sub regența Regatului Leon.
În 1037, Ferdinand a solicitat ajutor lui García împotriva cumnatului său, Bermundo al III-lea de Leon, în bătălia de la Tamaron lângă Pisuerga. Cei doi frați l-au învins pe Bermundo, acesta murind în luptă și fiind ultimul membru al liniei lui Petru de Cantabria, iar Ferdinand l-a succedat la tronul Leonului.
La scurt timp, el a fost confruntat de către fratele său, Ramiro la Tafalla (1043) și l-a învins, dar această victorie a dus la independența efectivă a lui Ramiro. Relațiile dintre el și Ferdinand s-au înrăutățit în cele din urmă și a izbucnit războiul între frați, Garcia murind în bătălia de la Atapuerca, pe 15 septembrie 1054.

### Sancho al IV-lea al Navarei
La vârsta de 14 ani, Sancho a fost proclamat rege în tabăra câmpului de luptă, unde tatăl său fusese ucis în bătălia de la Atapuerca. Mama lui Sancho servit ca regent,  rămânând fidelă dorințelor soțului ei și continuând sprijinul mănăstirii fondate la Nájera. Împreună cu unchiul său, Regele Ramiro de Aragon, el l-a forțat pe al-Muqtadir, conducătororul de Zaragoza, să se supună și să plătească tribut.
El a fost în permanent conflict cu Castilia, culminând în așa-numitul război al celor Trei Sanchos (1067-1068). Cu ani înainte, tatăl lui Sancho a reușit să-și păstreze o serie de terenuri de frontieră, inclusiv Bureba și Alta Rioja, care a fost susținut de către Ferdinand I de Castilia. Fiul lui Ferdinand, Sancho al II-lea cel Puternic a încercat să recucerească aceste terenuri pentru împărăția lui. Confruntându-se cu o invazie a vărului său castilian Sancho, navarezul Sancho a cerut ajutorul vărului său, Sancho de Aragon. Însă forțele lor au fost învinse de către Sancho cel Puternic și comandantul suprem El Cid, unde Sancho a pierdut Bureba, Alta Rioja, și Álava, care i-au revenit lui Sancho de Castilia.
El a fost asasinat în Peñalén, căzând pradă unei conspirații condusă de fratele său, Ramon și sora sa, Ermesinda. În timpul unei vânători, Sancho a fost împins de pe o stâncă de către frații lui. După asasinarea sa, Navara a fost invadată și în cele din urmă împărțită între Sancio de Aragon și al treilea văr al său, Alfonso al VI-lea al Leonului și Castiliei. Alfonso a ocupat La Rioja și Sancho a fost proclamat rege în Pamplona.

### Garcia Ramirez al Navarei

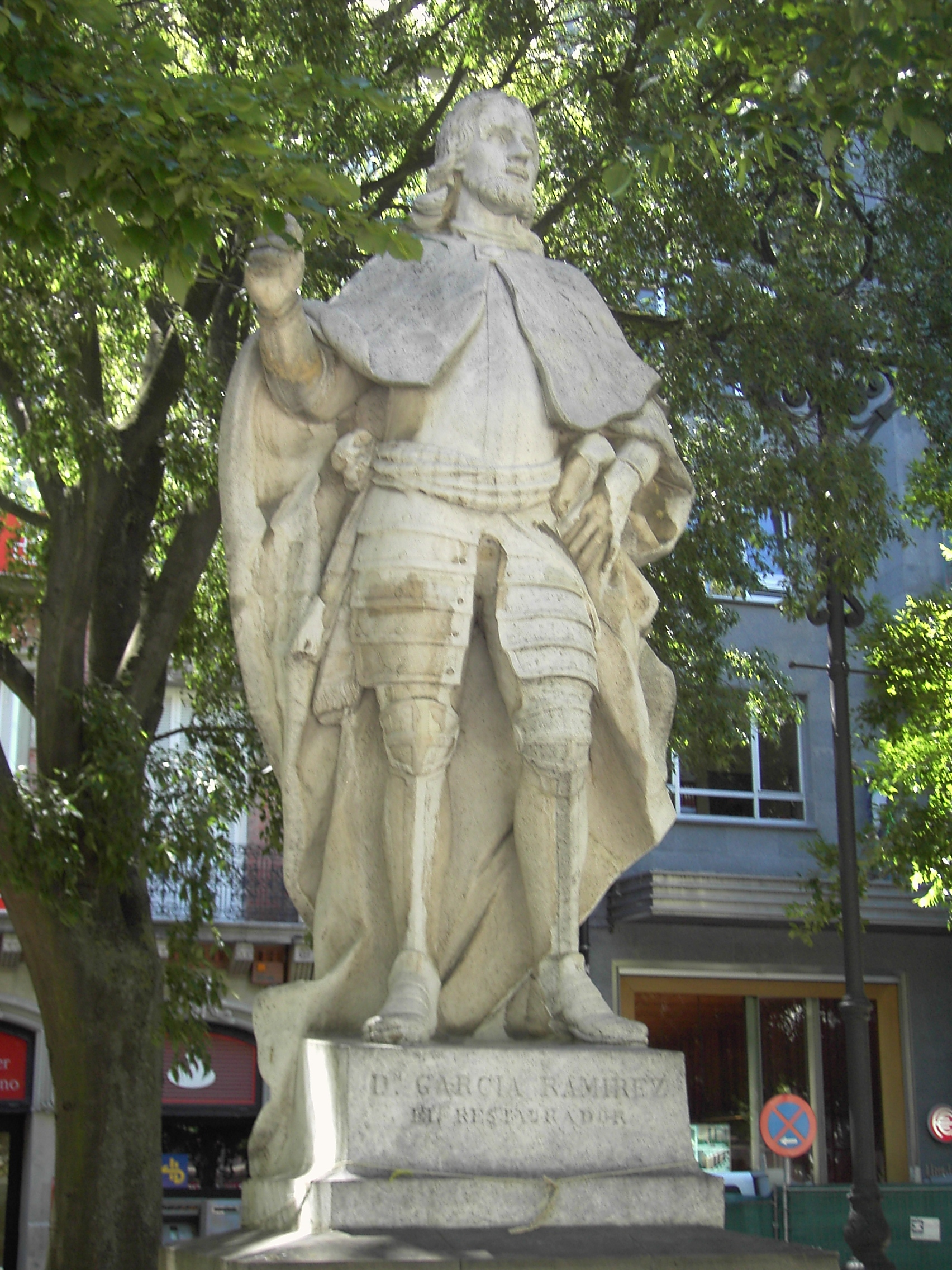
Garcia Ramirez al Navarei

În 1076 , ca o consecință a asasinării regelui Sancho al IV-lea al Navarei de către frații săi, Navara a fost unită cu Aragonul. Cu toate acestea, odată cu pierderea regelui războinic care nu a avut copii, Alfosno I al Navarei și Aragonului în 1134, succesiunea a căzut în dispută. În testamentul său neobișnuit, Alfonso a lăsat regatele combinate unor ordine a curciadelor, care neutraliza în mod efectiv papalitatea să-și execite vreun rol în selectarea potențialilor candidați. Nobilimea a respins imediat testamentul, iar Aragonul îl favoriza pe fratele mai mic al lui Alfonso, Ramiro. Nobilimea din Navara, fiind sceptică față de Ramiro și de temperamentul său care necesita o rezistență în fața incursiunilor vecinului vestic, au ales un alt pretendent, regele Alfonso al VII-lea al Leonului și Castiliei și, probabil, fiind o protecție continuă împotriva aragonezilor. Inițial au ales un alt candidat, Peter de Atarés, un nepot al unui unchi nelegitim al lui Alfonso, Sancho Ramirez, Conte de Ribagorza. O adunare a episcopilor și a nobilimii a fost convocată la Pamplona pentru a decide între Peter și Ramiro, însă au fost atât de înstrăinați de aroganța lui Peter încât l-au abandonat în favoarea unui descendent al dinastiei lor, García Ramírez, Lord de Monzón, din moment ce Peter se cobora dintr-un frate nelegitim al fostului rege. El a fost ales în mod legal de către nobilimea și clerul Navarei, în timp ce Ramiro a fost înscăunat în Aragon și s-a opus puternic alegerii lui Garcia în Navara.
Episcopul de Pamplona i-a acordat lui Garcia comoara bisericii pentru a finanța guvernul său împotriva pretențiilor lui Ramiro. Printre alți susținători ai lui Garcia, se număra și Lop Ennechones și contele Latro, care a purtat negocierile cu Ramiro în numele regelui. În cele din urmă, în ianuarie 1135, cu Pactul de Vadoluongo a celor doi monarhi, aceștia au ajuns la un acord reciproc de adopție. Garcia era considerat fiul iar Ramiro tatăl în încercarea de a menține  independența fiecărui regat și supremația de facto al celui aragonez. În luna mai 1135, García s-a declarat vasalul lui Alfonso al VII-lea. Acest lucru îl punea în același timp sub protecția și domnia Castiliei și și-a cumpărat recunoașterea statutului său regal de la Alfonso, care era un pretendent al succesiunii lui Alfonso I. Prezentarea lui Garcia în Castilia a fost văzută ca un act de protecție pentru Navara și care a avut drept consecință, punerea ei într-o alianță ofensivă împotriva Aragonului și, acum că Garcia a apelat la Alfonso, l-a forțat pe Ramiro să se căsătorească și să producă un moștenitor și să creeze o alianță cu Raymond Berengar IV din Barcelona. 
Înainte de luna septembrie 1135, Alfonso al VII-lea i-a acordat lui Garcia regiunea Zaragoza ca feudă. Cucerită recent din Aragon, acest avanpost de autoritate castilian din partea de est a fost în mod clar dincolo de capacitatea militară a lui Alfonso de a o controla și a oferit motive suplimentare de recunoaștere pentru Garcia în Navara. În 1136, Alfonso a fost forțat să plătească omagiu pentru Zaragoza regelui Ramiro și să-l recunoască ca rege în Zaragoza. În 1137, Zaragoza a fost predată lui Raymond Berengar, deși Alfosno a păstrat suzeranitatea peste regiune. 

### Sancho al VI-lea al Navarei
Domnia sa a fost plină de ciocniri cu Castilia și Aragon. El a fost un fondator monarhal și a făcut multe realizări arhitecturale. El este responsabil pentru aducerea Împărăției lui în orbita politică a Europei. A încercat să repare granițele regatului său, care fuseseră reduse la tratatele de la Tudején și Carrión, pe care el a fost forțat să le semneze cu Castilia și Aragon, în timpul domniei sale timpurii. Prin Acordul de Soria, Castilia a confirmat în cele din urmă posesia teritoriilor sale cucerite. El a fost ostil cu Raymond Berengar al IV-lea de Aragon, însă fiul lui Raymond, Alfonso al II-lea, a împărțit terenurile luate de la Murcia prin tratatul de la Cazorla în 1179. În 1190, cele două tari vecine au semnat un nou pact la Borja, pentru protecție reciprocă împotriva expansiunii castiliane. Sancho a murit pe 27 iunie 1194, în Pamplona.

### Sancho al VII-lea al Navarei
A fost, probabil, fiul cel mai mare al lui Sancho al VI-lea al Navarei și a Sanchei, fiica lui Alfonso al VII-lea al Leonului și Castiliei, născut la scurt timp după căsătoria lor, probabil în Tudela, reședința lor obișnuită. El a fost fratele mai mare al Berengariei, care a fost căsătorit cu Richard I al Angliei în 1191 pe insula Cipru, în drum spre țara Sfântă pentru a treia cruciadă. Sancho și Richard au reputația de a fi fost buni prieteni și aliați apropiați, chiar înainte de căsătorie. Francezii au profitat de captivitate lui Richard în Germania și au capturat anumite cetăți cheie ale domeniilor angevine, inclusiv Loches. Când Richard s-a întors la terenurile sale continentale în 1194, cavalerii lui Sancho asediau castelul pentru el. De îndată ce Richard a ajuns, Sancho a fost nevoit să se întoarcă în Navara, la vestea morții tatălui său. El a fost încoronat în Pamplona pe 15 august.
Conducerea sa a fost decisivă în bătălia de la Las Navas de Tolosa în anul 1212. În acest angajament, forțele creștine ale lui Sancho, Alfonso, Afonso al II-lea al Portugaliei, și Petru al II-lea de Aragon, s-au aliat pentru a învinge forțele lui Almohad Caliph Muhammad an-Nasir. Relațiile sale cu țările de la nord de Pirinei au fost mai bune decât cele castiliene. Mai multe regiuni din Pirinei s-au declarat vasali ai săi și au încheiat tratate cu Ioan al Angliei și cu diferiți regi aragonezi din timpul său, Petru al II-lea și James I. 
Ca rezultat a unei boli prelungite și dureroase, începând cu un ulcer varicos la piciorul drept și de obezitatea sa, Sancho s-a retras la Tudela, atunci când sora sa mai mică, Bianca, a venit la Champagne și a preluat administrarea regatului, până când a murit în 1229. Sora mai mare, Berengaria, regina Angliei, a murit în 1232, lăsându-l pe Sancho singur printre copii lui Sancho al VI-lea. Când a murit în castelul său de la Tudela, probabil din cauza complicațiilor legate de ulcerul de la picior, fiica lui, Blancha Theobald, a fost recunoscută ca fiind următorul monarh din Navara, pe 7 aprilie. 

## Regatul Navarei s-a unit cu Regatul Aragonului din 1076 până în 1134

### Sancho al V-lea al Aragonului și Navarei

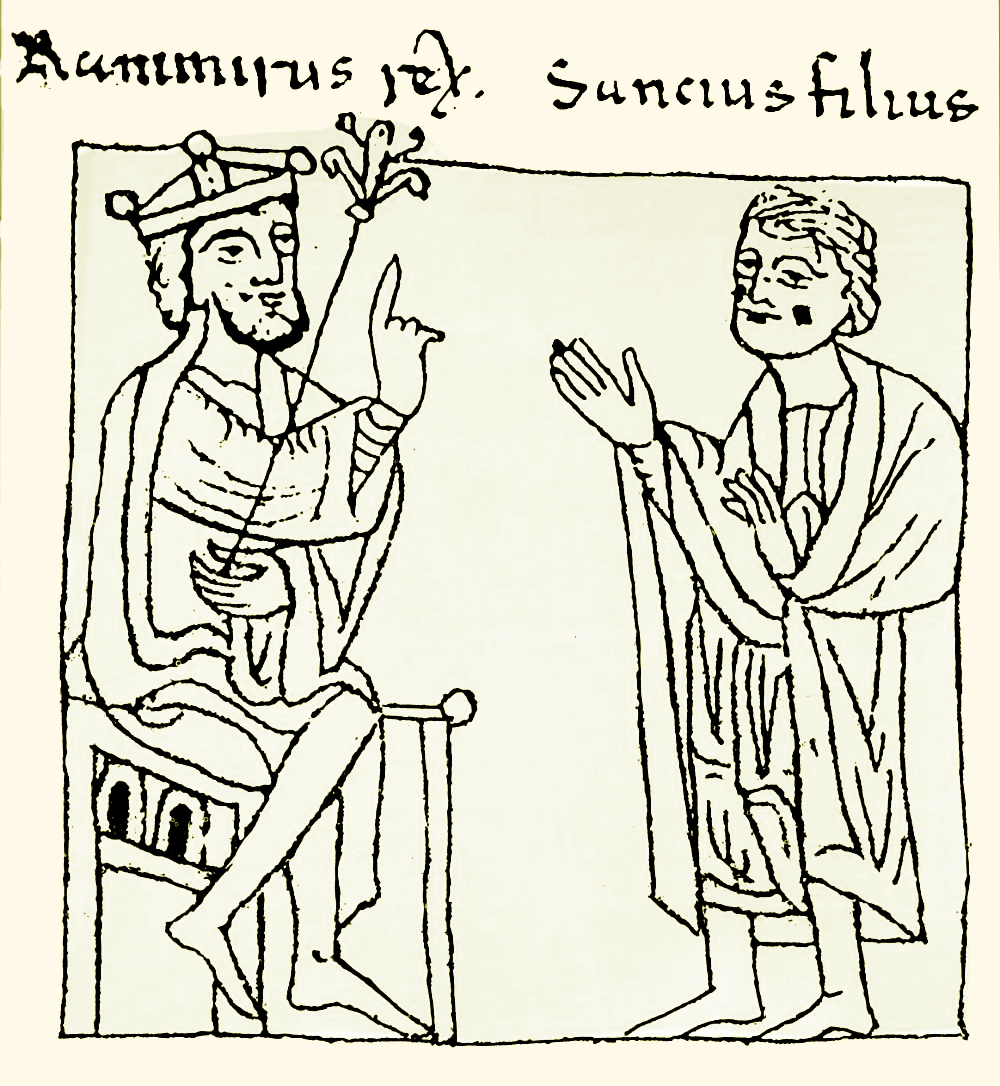
Sancho al V-lea al Aragonului si Navarei

Între 1067 și 1068, ‘’Războiul celor Trei Sanchos’’ l-au implicat într-un conflict cu verii săi primari, ambii numiți Sancho: Sancho al IV-lea al Navarei și Sancho al II-lea al Castiliei. Sancho castilianul încerca să reia Bureba și Alta Rioja, pe care tatăl său le oferise regelui Navarei , însă a eșuat. Sancho a cerut ajutorul lui Sancho din Aragon pentru a-și apăra regatul. Sancho al Castiliei i-a învins pe cei doi veri și au recucerit atât Bureba și Alta Rioja, precum și Álava.
În 1076, când Sancho al IV-lea al Navarei a fost ucis de proprii frați, stimulând astfel o criză de succesiune în acest regat vecin care reprezenta domeniul nominal al Aragonului. La început, tânărul fiul regelui ucis, Garcia, care a fugit în Castilia, a fost recunoscut ca rege titular de Alfonso al VI-lea, în timp ce Sancho Ramírez a rescurat nobili secundari din Navara, care detestau regatul lor sub domnia lui Alfonso. Sancho Ramírez a fost ales rege al Navarrei, în timp ce el a cedat provinciile vestice contestate în prealabil ale regatului de Alfonso. Din acest moment, Sancho era rege în Navara și în Aragon.
Sancho a cucerit Barbastro în 1064, Graus în 1083, și Monzón în 1089. El a fost învins de El Cid, care făcea raiduri pe terenurile sale și pe cele ale aliaților săi musulmani, în bătălia de la Morella, probabil în 1084. El a murit în 1094 la bătălia de la Huesca, străpuns de o săgeată în timp ce inspecta pereții cetății musulmane.

### Petru I al Aragonului și Navarei

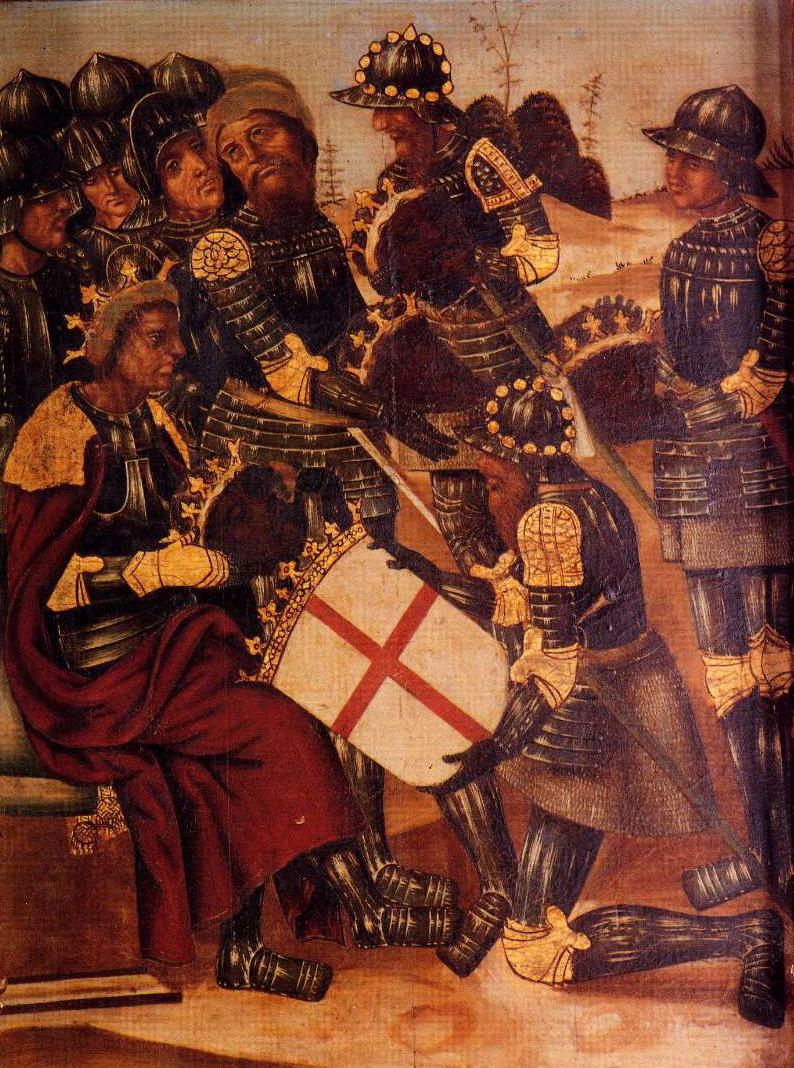
Petru I al Aragonului și Navarei

Petru a succedat întreaga împărăție a tatălui său la moartea acestuia, atunci când asedia Huesca, în 1094. Petru a ridicat asediul însă avea să se întoarcă într-un an. După 1094 obiectivele sale s-au mutat spre vest, spre valea Gallega. În 1095, Petru a reînnoit jurămintele tatălui său la Urban al II-lea și Urban a reînnoit promisiunea lui de protecție, sub care Sancho, fii săi și împărăția sa fuseseră puse în iulie 1089. La data de 16 martie 1095 Papa a emis chiar o bulă, Cum universis sancte, acordându-le imunitatea de la excomunicare fără permisiunea papei, a regelui și reginei de Aragon. În același an, în timp ce el a asediat Huesca, Petru a învins forțele din Zaragoza în bătălia de la Alcoraz. 
În timpul domniei lui, Petru a acordat fuero (un spațiu deschis care este folosit ca piață, tribunal sau loc de întâlnire)  la Barbastro (1100), Caparroso (1102), și Santacara (1102). Ultimul a fost repopulat parțial de către francezi, a căror influență asupra obiceiurilor locale este evidentă. Cetățenii au fost necesari pentru a servi în campaniile locale și de apărare a castelelor. La data de 11 decembrie 1102, Petru a fost în Estella la granița cu Castilia, probabil căutând ajutorul lui Alfosno AL vI-lea, după o toamnă dezastroasă pentru creștinii din estul Spaniei. 

### Alfonso I al Aragonului și Navarei

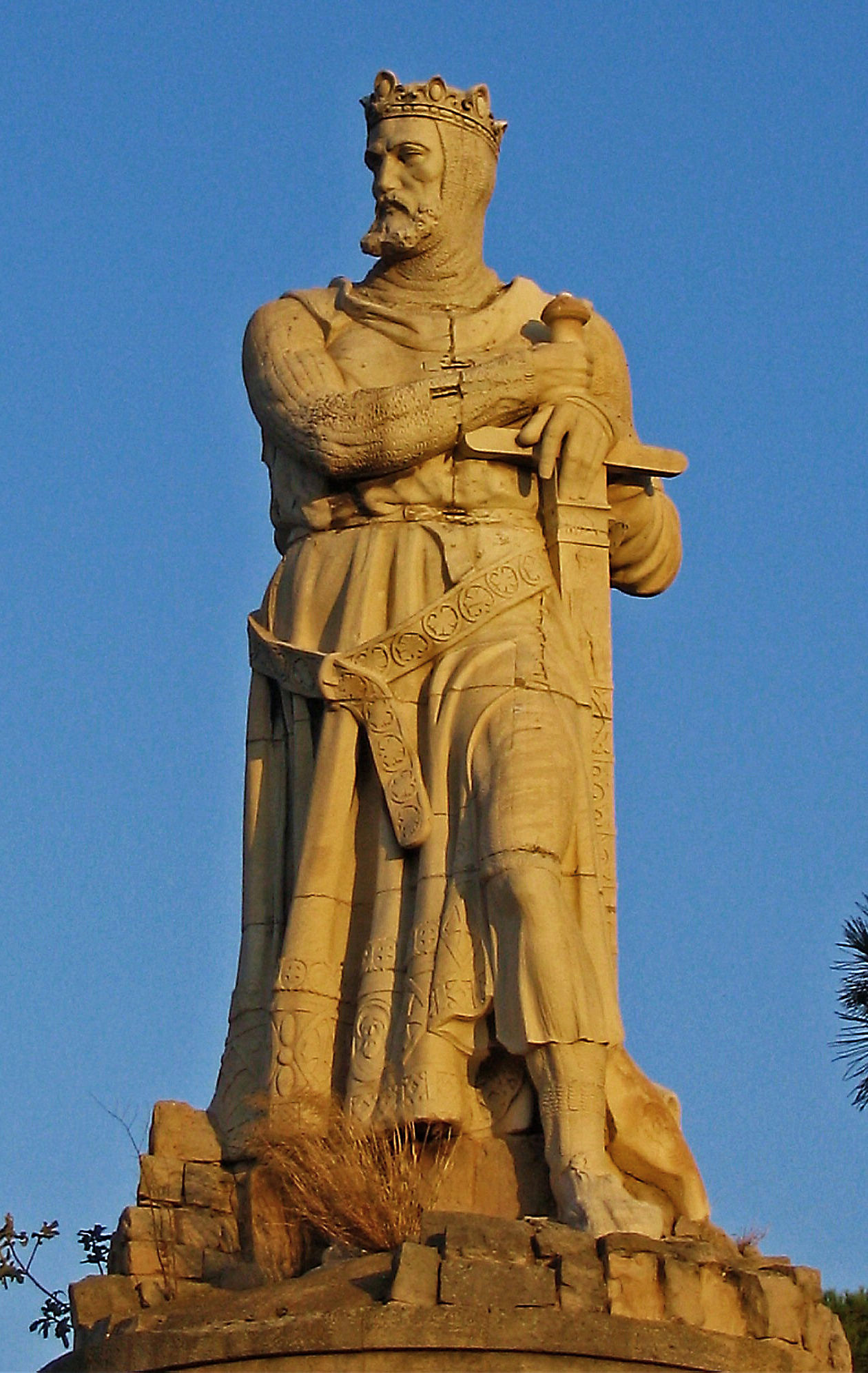
Alfonso I al Aragonului și Navarei

Alfonso și-a petrecut primii patru ani de război aproape constant cu musulmanii. În 1105, el a cucerit Ejea și Tauste și a refortificat Castellar și Juslibol. În 1106, el l-a învins pe Ahmad al-II Musta'in de Zaragoza la Valtierra. În 1107, el a luat Tamarite de Litera și Esteban de la Litera. Apoi, a urmat o perioadă dominată de relațiile sale cu Castilia și León, prin soția sa, Urraca. El a reluat cucerirea lui în 1117, cucerind Fitero, Corella, Cintruénigo, Murchante, Monteagudo și Cascante.
În 1118, Consiliul de Toulouse a declarat o cruciadă pentru a ajuta la cucerirea Zaragozei. Mulți francezi i s-au alăturat lui Alfonso la Ayerbe. Au luat Almudevar, Gurrea de Gállego și Zuera, asediând Zaragoza la sfârșitul lunii mai. Orașul a căzut la 18 decembrie, iar forțele lui Alfonso au ocupat Azuda. 
În 1119, el a reluat Cervera, Tudejen, Castellón, Tarazona, Agreda, Magallón, Borja, Alagón, Novillas, Mallen, Rueda, Epila și a populat regiunea de Soria. El a început asediul la Calatayud, dar a plecat pentru a  învinge armata de la Cutanda care încerca să reia Zaragoza. Când Calatayud a căzut, el a luat Bubierca, Alhama de Aragón, Ariza și Daroca (1120). În 1123, el a asediat și a luat Lleida, care a fost în mâinile contelui de Barcelona. Din iarna lui 1124 până în septembrie 1125, el a fost într-o expediție riscantă pentru Peña Cadiella departe în Andaluzia.

## Regi ai Leonului, Castiliei și Galiciei

### Ferdinand I al Leonului și Castiliei

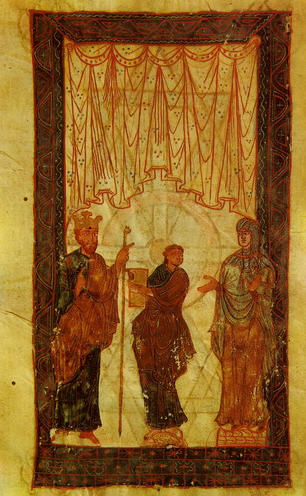
Ferdinand I al Leonului și Castiliei

Pe 15 septembrie 1054, Ferdinant l-a învins pe fratele său mai mare, Garcia, în Bătălia de la Atapuerca și a redus Navara la stat vasal sub fratele său mai tânăr, Sancho al IV-lea de Navara. Deși Navara la acea vreme includea teritoriile castiliene Álava și La Rioja, Ferdinand a cerut doar cedarea teritoriului Bureba. În următorii zece ani, el a extins treptat controlul asupra mai multor teritorii de vest din Navara în detrimentul lui Sancho al IV-lea, deși acest lucru a fost realizat în mod pașnic. 
După ce a devenit bolnav în timpul asediului de la Valencia și a Bătăliei de la Paterna, Ferdinand a murit pe 24 decembrie 1065, în Leon, cu multe manifestări de evlavie arzătoare, punându-și deoparte coroana și mantaua regală și fiind îmbrăcat în haine de călugăr. Conform voinței sale, Ferdinand a împărțit regatul între cei trei fii ai săi: cel mai mare, Sancho, a primit Castilia, al dilea, Alfono a primit Leonul, iar cel mic a primit Galicia. Cele două fiice ale lui Ferdinand au primit fiecare orașe, precum: Elvira, care a primit Toro și Urraca, care a primit Zamora. Prin oferirea acestor teritorii, el și-a exprimat dorința ca aceștia să respecte ultimele sale dorințe și să respecte ruptura. Cu toate acestea, la scurt timp după moartea sa, Sancho și Alfonso s-au întors împotriva lui Garcia și l-au învins. Apoi, cei doi s-au luptat reciproc, iar victoriosul Sancho a reunit posesiunile tatălui lor sub conducerea sa în 1072.

### Alfonso al VI-lea al Leonului și Castiliei

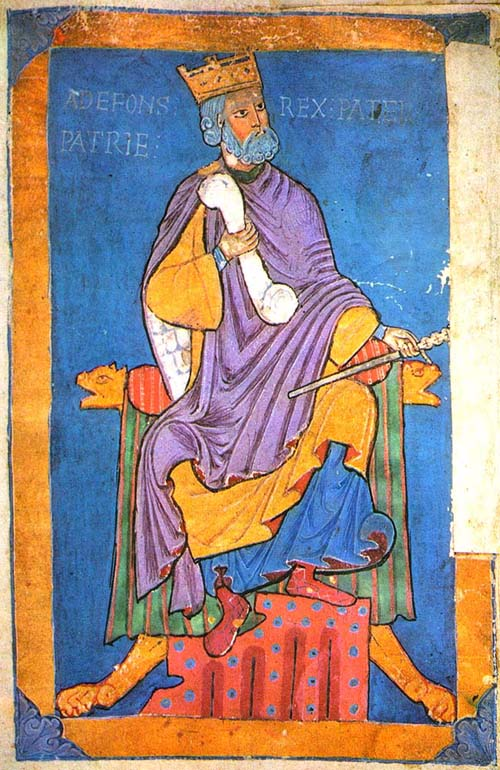
Alfonso al VI-lea al Leonului și Castiliei

A fost fiul mijlociu al celor trei fii ai regelui Ferdinand I și Sancha de Leon. Lui Alfonso i s-a alocat Leonul atunci când regatul a fost împărțit după moartea tatălui său, în timp ce Castilia a fost dată fratelui mai mare, Sancho și fratelui mai mic, Garcia, iar surorile sale, Urraca și Elvira au primit orașele Zamora și Toro. Se pare că Alfonso a fost primul care făcut pasul în încălcarea acestei diviziuni. În 1068, el a invadat regiunea galiciană Tifa de Badajoz și a cerut tribut. Ca răspuns, Sancho l-a atacat și l-a învins pe Alfonso la Llantada însă trei ani mai târziu, în 1071, cei doi și-au unit forțele împotriva lui Garcia.
Sancho a mărșăluit pe lângă ținutul lui Alfonso pentru a cuceri terenurile din nord ale Galiciei, în timp ce Alfonso se preocupa de partea de sud a tărâmului. Garcia a fugit la Sevilia iar frații rămași s-au întors unul împotriva celuilalt. Acest conflict a culminat în bătălia de la Golpejera la începutul lunii ianuarie 1072. Sancho s-a dovedit victorios și Alfonso a fost nevoit să fugă în Toledo. Mai târziu în același an, în timp ce Sancho își muta ultimele rezistențe, asediând-o pe sora sa, Uracca la Zamora, iar în octombrie a fost asasinat. Acest lucru i-a deschis calea lui Alfonso să se întoarcă și să pretindă coroana lui Sancho. Gracia, care se întorsese din exil, a fost intemnițat pe viață de Alfonso, lăsându-l pe acesta să aibă control absolut în toate teritoriile tatălui său.

### Sancho al II-lea al Leonului și Castiliei

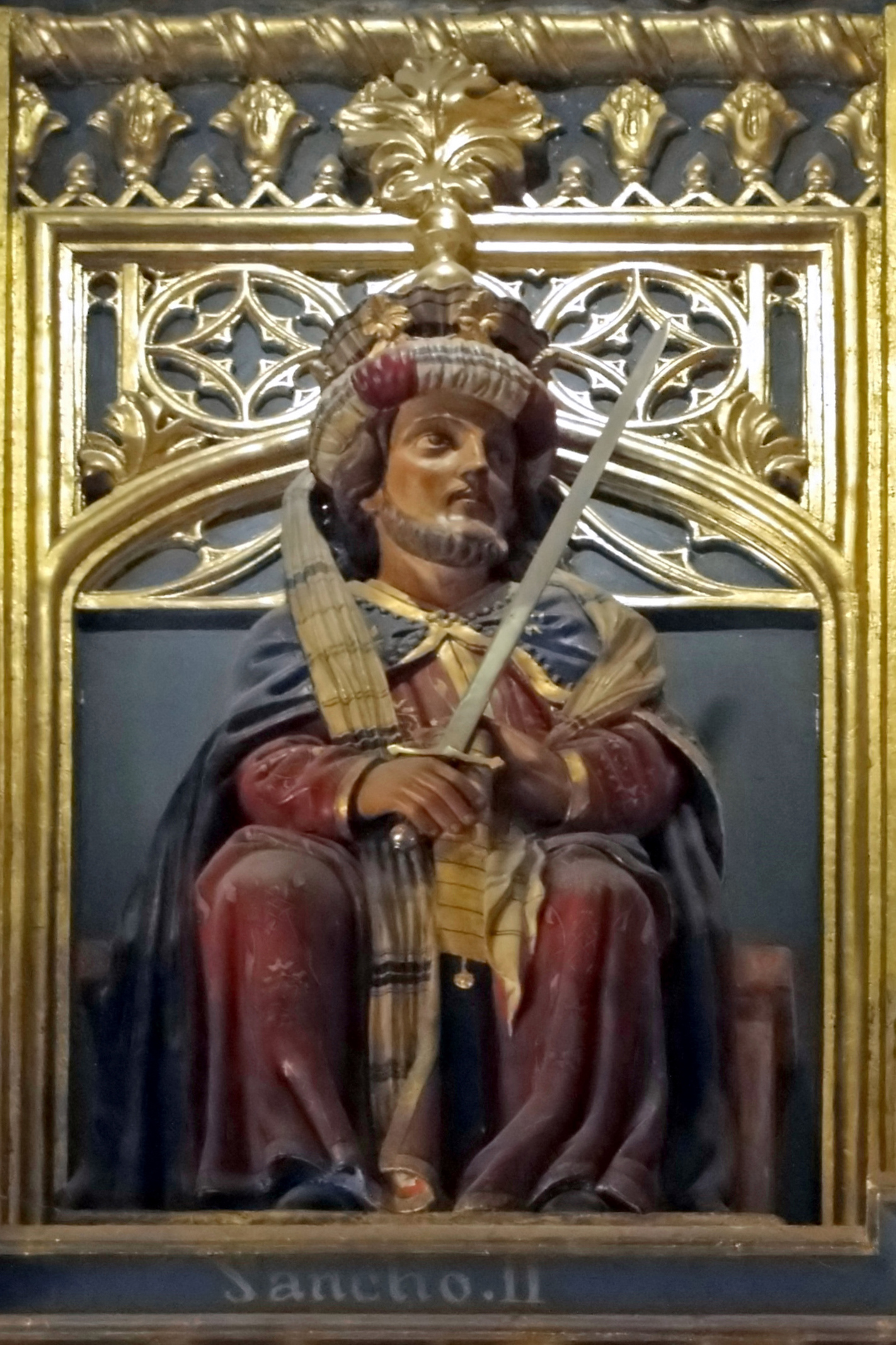
Sancho al II-lea al Leonului și Castiliei

Născut în Zamora, Sancho a fost fiul cel mare al lui Ferdinand I al Leonului și Castiliei și a Sanchei de Leon, moștenitorul coroanei leoneze. El a fost căsătorit cu Alberta, o femeie străină de origine necunoscută. El a primit Castilia în timp ce fratele lui, Alfonso a primit moștenirea mamei sale, Leonul, și Garcia primind Galicia.
În 1068, Sancho i-a învins pe verișorii săi, Sancho al IV-lea al Navarei și Sancho de Aragon, în Războiul celor Trei Sanchos. El a recucerit Bureba, Alta Rioja și Álava, pe care tatăl său le dăduse tatălui lui Sancho de Navara,  în schimbul unui ajutor împotriva lui Bermudo al III-lea de Leon. În acel an, el l-a învins pe Alfonso, fratele său, la Llantada, însă curând, cei doi s-au aliat împotriva lui Garcia pentru a cuceri Galicia. Cei doi au reușit și au împărțit teritoriul, însă Sancho s-a întors împotriva lui Alfonso. Cu ajutorul lui Alférez lui El Cid, el l-a învins pe Alfonso la Golpejera (1072), apoi l-a forțat să plece în exil în Toledo și a preluat Leonul, fiind încoronat la Leon pe 12 ianuarie 1072.
Unele rezistențe leoneze încă persistatau și sora lui, Urraca, a deținut orașul împotriva domniei sale. El a înconjurat cetatea și a început un asediu, atunci când nobilul Vellido Dolfos, l-a asasinat pe Sancho pe 6 octombrie 1072. Vellido a câștigat intrarea în tabăra lui Sancho pretinzând că este un dezertor și a câștigat o conferiță privată cu Sancho pentru a-i spune slăbiciunea orașului Zamora. El a folosit sabia lui Sanchi pe care i-a înfipt-o în spate. Sancho a fost succedat de fratele său Alfonso. El a fost îngropat în San Salvador de Oña.

### Garcia al II-lea al Galiciei
Ferdinand a împărțit regatul între cei trei fii ai săi: cel mai mare, Sancho, a primit Castilia, al doilea, Alfono a primit Leonul, iar el a primit Galicia. Cele două fiice ale lui Ferdinand au primit fiecare orașe, precum: Elvira, care a primit Toro și Urraca, care a primit Zamora. 
Puterea lui, în partea de sud a fost limitată până în 1071, atunci când l-a învins pe Contele rebel portughez Nuno Mendes, în Bătălia de la Pedroso. Cu toate acestea, la scurt timp după această victorie, frații săi s-au unit împotriva sa și l-au forțat pe Garcia să fugă în Sevilla, aceștia împărțitnd regatul său între ei.
Sancho a anexat și teritoriile lui Alfonso după ce l-a exilat în Toledo însă acesta a fost asainat în 1072. Împărăția reunită a tatălui său a trecut la Alfosno și Garcia a reușit să se întoarcă din exil. Nu se știe exact dacă el a sperat să-și restabilească împărăția, însă Garcia a fost imediat închis într-o mănăstire, unde a rămas până la moartea sa, în 1090.

### Urraca a Leonului și Castiliei

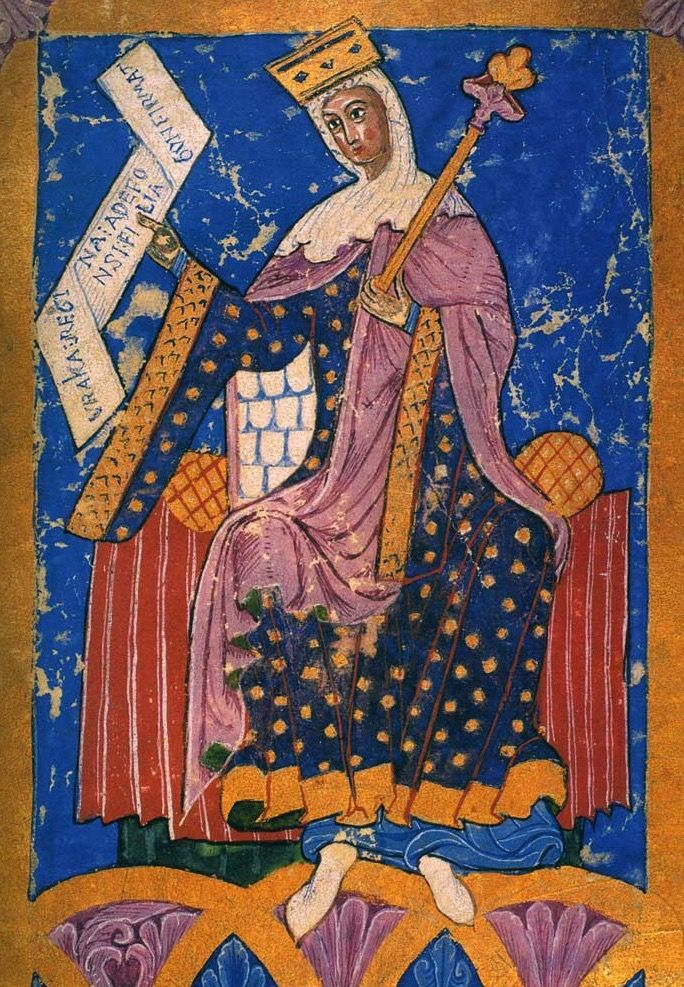
Urraca a Leonului și Castiliei

Negocierile de căsătorie erau în curs de desfășurare atunci când Alfonso al VI-lea a murit și Urraca a devenit regină. Mulți dintre consilierii tatălui său și magnații de top din regat au format o opoziție liniștită la căsătoria reginei cu regele Aragonului. În conformitate cu Bernard F. Reilly, acețti magnați se temeau de influența regelui de Aragon care putea încerca să exercite alte politici asupra Urricăi și a leonezilor.
Urraca a protestat împotriva căsătoriei însă i-a onorat dorințele tatălui său și a continuat negocierile de căsătorie. Căsătoria celor doi a dus la o rebeliune în Galicia și au instigat la sora sa vitregă nelegitimă, Teresa și cumnatului ei, Henric, Contesa și Contele de Portugalia.
Când relația lor începea să se degradeze, Uraaca l-a acuzat pe Alfonso de abuz fizic iar în mai 1110, cei doi s-au despărțit. Ca regină, Urraca s-a ridicat la provocările prezentate și soluțiile ei au fost pragamatice, punând bazele pentru domnia fiului ei, Alfonso al VII-lea, în ciuda opoziției iubitului ei, Pedro González de Lara.

## Regi ai Aragonului

### Ramiro I al Aragonului

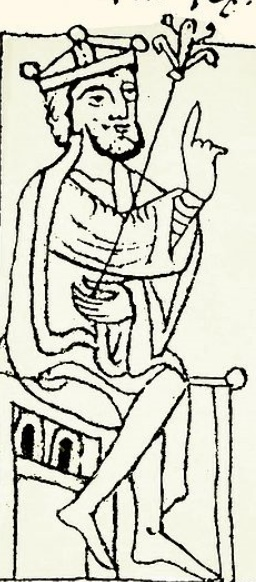
Ramiro I al Aragonului

Statutul exact al lui Ramiro a fost vag. El a fost numit rege de vasalii săi, vecini și biserică, însă el se referea mereu la el însuși ca Ramiro Sancioni Regis filio (Ramiro, fiul regelui Sancho). De asemenea, în testamentul său, el se referea la terenurile sale ca fiind date în administrare de către Dumnezeu. 
Ramiro a început să-și părăsească teritoriile în detrimentul maurilor și a fratelui său, Garcia, regele Navarei. La scurt timp după moartea tatălui său, el l-a sprijinit pe emirul de Tudela într-o invazie în Navarra. În timp ce el a fost învins în bătălia de la Tafalla, el încă a fost capabil să câștige teritoriul, inclusiv Sanguesa, și a stabilit o semi-autonomie. În 1043, aparent cu aprobarea lui García, el a anexat Sobrarbe și Ribagorza, deținute anterior de către fratele său cel mai tânăr, Gonzalo. Ramiro a murit în Bătălia de la Graus în 1063, în timp ce încerca să preia orașul.

### Ramiro al II-lea al Aragonului

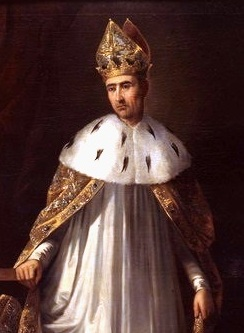
Ramiro al II-lea al Aragonului

Domnia lui Ramiro a fost tumultoasă. La începutul domniei lui, a avut probleme cu nobilii săi, care credeau că el va fi docil și ușor de condus pentru dorințele lor, însă au descoperit că este inflexibil. În scopul de a produce un moștenitor, el s-a căsătorit cu Agnes, fiica Ducelui Willaim al IX-lea, Duce de Aquitania. După ce s-a căsătorit, soția sa a născut o fiică, Petronilla, care a fost logodită cu Ramon Berenguer al IV-lea, Conte de Barcelona, la vârsta de un an. Contractul de căsătorie, semnat la Barbastro la 11 august 1137, a făcut-o pe Petronilla, moștenitoarea coroanei Aragoneze, iar în cazul morții ei fără nici un moștenitor, coroana trecea la Ramon Berenguer și a oricărui copil pe care îl avea cu o altă soție. Ramon l-a acceptat ca Rege, Domn și Tată pe Ramiro, a renunțat la numele său de familie în favoarea Casei de Aragon și a unit regiuna Barcelona cu Regatul. Această unire a creat Coroana de Aragon, întoarcerea la împărăția anterioară a Regatului Aragon, la poziția de putere peninsulară care fusese înainte de pierderea Navarei.
În timpul dintre aderarea sa și logodirea fiicei sale, Ramiro distrusese deja o rebeliune a nobililor și știind că nu este un rege al războiului, el a dat autoritatea sa cumnatului său, Ramon Berenguer pe 13 noiembrie 1137. Ramon a devenit Prințul poporului Aragonez și șeful electiv al armatelor regatului. Ramiro nu a demisionat în mod oficial la drepturile sale regale, continuând să utilizeze titlul regal și păstrând afacerile regatului, însă s-a retras din viața publică, revenind la mănăstirea San Pedro în Huesca. A murit acolo pe 16 august 1157, iar coroana sa a trecut oficial la fiica sa, Petronilla.

### Petronilla I a Aragonului

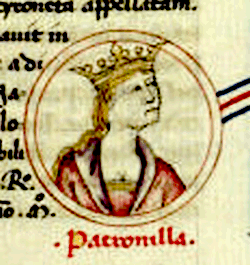
Petronilla I a Aragonului

Petronilla a venit la tron în curcumstanțe speciale. Tatăl ei, Ramiro, a fost episcop de Barbastro-Roda atunci când fratele său, Alfosno I, a murit fără moștenitori în 1134 și a lăsat coroana celor trei ordine militare religioase. Decizia sa nu a fost respectată: aristocrația Navarei a ales regele lor și și-au restabilit independența, iar nobilimea din Aragon l-a urcat pe tron pe Ramiro. Ca rege, el a primit o dispensă papală să abdice de la jurămintele monahale, în scopul de a asigura succesiunea la tron . Regele Ramiro, s-a căsătorit cu Agnes de Aquitania în 1135, iar singurul lor copil a fost Petronilla, care s-a născut în anul următor în Huesca. Căsătoria ei a fost o chestiune de stat foarte importantă. Nobilimea a respins propunerea lui Alfonso al VII-lea al Castiliei pentru a aranja o căsătorie între Petronilla și fiul său Sancho și să-i educe la curtea sa. 
Când ea avea un pic mai mult de un an, Petronilla a fost logodită în Barbastro pe 11 august 1137, cu Raymond Berengar al IV-lea, Contele de Barcelona. La El Castellar la 13 noiembrie, Ramiro a abdicat și și-a trasnferat autoritatea lui Ramon Berenguer, revenind la viața monarhală. Ramon Berenger a guvernat regatul de facto folosind titlul de Prințul Aragonezilor.
În luna august 1150, când Petronilla avea 14 ani, logodna a fost ratificată la o ceremonie de nuntă care a avut loc în orașul Lleida. Petronilla și-a consumat căsătoria cu Ramon în prima partea a anului 1151, când a ajuns la vârsta de 15 ani. Căsătoria a produs cinci copii: Peter (1152-1157), Raymond Berengario (1157-1196), Peter (1158-1181), Dulce (1160-1198) și Sancho (1161-1223). În timp ce ea a fost însărcinată cu primul copil, la 4 aprilie 1152, ea a scris un testament pentru soțul ei, în cazul în care nu avea să supraviețuiască nașterii. În timp ce soțul ei era plecat în Provența (1156-1157), unde a fost regent (din 1144) pentru tânărul conte Raymond Berengar al II-lea, Petronilla a rămas în Barcelona. 
După moartea soțului ei, în 1162, Petronilla a primit regiunile Besalú și Vall de Ribes pe viață. Fiul ei cel mare avea șapte ani atunci când, pe 18 iulie 1164, Petronilla a abdicat de la tronul Aragonului. Când Raymond Berengario a moștenit tronul de la mama sa, el și-a schimbat numele în Alfonso, din respect pentru aragonezi.  Al doilea fiu pe nume Petru a schimbat apoi numele în Raymond Berengario.
Petronilla a murit în Barcelona în octombrie 1173 și a fost înmormântat la Catedrala din Barcelona, mormântul ei a fost pierdut. După moartea ei, Besalú și Vall de Ribes a revenit la domeniul direct al contelui de Barcelona, fiul ei ALfonso, care prin 1174 a acordat Besalú reginei sale, Sancha. 